# J'attendrai
J'attendrai (česky „Budu čekat“) je populární francouzská píseň, kterou poprvé nahrála Rina Ketty v roce 1938. Velice populární se stala během 2. světové války. Jedná se o francouzskou verzi italské písně Tornerai, velice populární v Itálii. Francouzský text napsal Louis Poterat a píseň "J'attendrai" zaznamenala okamžitý úspěch.

## Různé nahrávky
- V Československu byla píseň nahrána pod názvem Věřím Vám (Rudolf Antonín Dvorský a Oldřich Kovář).[2]
- Populární se stala verze od francouzské zpěvačky Dalidy. Tato píseň se objevila na jejím albu z roku 1975 J'attendrai. V následujícím roce se píseň objevila na jejím disco albu. Píseň si vydobyla titul první disco hit ve Francii.
- Dalida nazpívala píseň v italštině pod názvem Tornerai a v němčině pod názvem Komm zurück.
- Italská zpěvačka Raffaella Carrá nazpívala píseň v italštině s názvem Tornerai v albu z roku 1976 Forte Forte Forte, později také ve španělštině s názvem Volveré.

## Filmy
Píseň se objevila v několika filmech, jako například Lilacs in the Spring (1954), Vítězný oblouk (1984), Ponorka (1981), Dobrý ročník (2006), Spojenci (2016).
- Pod názvem J'attendrai je hlavní písní ve filmu Vítězný oblouk z roku 1984, s Anthony Hopkinsem a Lesley-Anne Down.